# مرکز رادار برد کوتاه پوینت لونلی
 مرکز رادار برد کوتاه پوینت لونلی (به انگلیسی: Point Lonely Short Range Radar Site) یک فرودگاه نظامی بهره‌برداری هوایی با کد یاتا LNI است که یک باند فرود شن دارد و طول باند آن ۱۵۲۴ متر است. این فرودگاه در کشور ایالات متحده آمریکا قرار دارد و در ارتفاع ۵ متری از سطح دریا واقع شده است.